# Campeonato Amador de Futebol de Sorocaba de 1922
O Campeonato de Futebol da Liga Sorocaba de Futebol de 1922 foi a segunda edição dessa competição esportiva entre clubes filiados à esta liga, e é reconhecida como a segunda edição do Campeonato Amador de Sorocaba, mais tarde conhecida como Campeonato Citadino.
Disputada entre 26 de Março de 1922 e 29 de Abril de 1923, teve o São Bento como campeão e o Guarany na segunda colocação. O campeonato foi marcado pela má organização e protestos de clubes que abandonaram o certame. O bi-campeonato do São Bento veio apenas no jogo-desempate contra o Guarany.
Neste edição o Esporte Clube São Bento jogou sob o nome de Associação Atlética São Bento.
Ao todo, foram 41 jogos, com 182 gols marcados (uma média de 4,44 por jogo). Todas as partidas aconteceram no Campo do Velódromo Sorocabano, à época campo do Sport Club Sorocabano.

## Participantes
- - Esporte Clube São Bento (AA São Bento)
  - Paulista Futebol Clube
  - Esporte Clube Guarany
  - Associação Atlética São Paulo
  - Esporte Clube Votorantim (SC Savoia)
  - Esporte Clube Fortaleza
  - Estrella Polar Futebol Clube
  - Clube Atlético Sorocabano

## Tabela
PRIMEIRO TURNO
26/03/1922 - EC Guarany 3x2 Paulista FC
02/04 - EC Votorantim 4x1 EC Fortaleza
16/04 - CA Sorocabano 2x1 Estrella Polar FC
23/04 - AA Sao Bento 2x0 AA Sao Paulo
30/04 - EC Fortaleza 1x2 EC Guarany
07/05 - EC Votorantim 4x3 Paulista FC
14/05 - AA Sao Bento 7x1 Estrella Polar FC
21/05 - AA Sao Paulo 3x2 CA Sorocabano
04/06 - EC Guarany 1x4 EC Votorantim
18/06 - EC Fortaleza 1x4 Paulista FC
25/06 - AA Sao Paulo 4x1 Estrella Polar FC
02/07 - AA Sao Bento 3x4 CA Sorocabano
09/07 - EC Guarany 3x3 Estrella Polar FC
16/07 - EC Votorantim 5x2 AA Sao Paulo
23/07 - AA Sao Bento 1x1 EC Fortaleza
30/07 - Paulista FC 1x7 CA Sorocabano
06/08 - EC Guarany 6x0 AA Sao Paulo
13/08 - EC Votorantim 11x0 Estrella Polar FC
20/08 - CA Sorocabano 3x1 EC Fortaleza
27/08 - AA Sao Bento 1x0 Paulista FC (Anul. e Rem)
03/09 - CA Sorocabano 4x1 EC Guarany
EC FORTALEZA ABANDONA O CAMPEONATO POR PROTESTO
PONTOS DO FORTALEZA SÃO ANULADOS
17/09 - Paulista FC 2x1 Estrella Polar FC
24/09 - AA Sao Bento 1x0 EC Votorantim (Suspenso)
01/10 - Paulista FC 4x0 AA Sao Paulo
08/10 - CA Sorocabano WxO EC Votorantim (Não contabilizado)
15/10 -  EC Guarany 3x3 AA Sao Bento
22/10 - AA Sao Bento 2x1 Paulista FC
SEGUNDO TURNO
24/12 - EC Votorantim OxW EC Guarany (Votorantim excluído da competição por não comparecer ao jogo, pontos passados ao Guarany)
PONTOS DO ECV SÃO ANULADOS
31/01 - CA Sorocabano 6x0 Paulista FC
07/01/1923 - Estrella Polar FC 0x5 AA Sao Paulo
14/01 - AA Sao Bento 2x3 EC Guarany
21/01 - AA Sao Paulo 2x2 Paulista FC
28/01 - Estrella Polar FC 0x0 CA Sorocabano (Julgado e 2 pontos passados ao Estrella)
11/02 - Paulista FC 1x5 AA Sao Bento
18/02 - AA Sao Paulo 2x3 EC Guarany
CA SOROCABANO RETIRA-SE DO CAMPEONATO APÓS PERDA DE PONTO
PONTOS DO CAS SÃO ANULADOS
18/03 - Estrella Polar FC 1x2 AA Sao Bento
25/03 - Estrella Polar FC 3x1 Paulista FC
01/04 - AA Sao Paulo 0x8 AA Sao Bento
08/04 - Estrella Polar FC 2x2 EC Guarany (Anulado e remarcado)
22/04 - Estrella Polar FC 2x3 EC Guarany

## Final (Jogo desempate)
Após terminarem o campeonato empatados em número de pontos, 16 cada um, São Bento e Guarany disputaram um jogo desempate para dar ao vencedor o título de campeão de 1922. O jogo aconteceu em 29 de Abril de 1923.
AA São Bento 1x0 EC Guarany
Gol: Pepico aos 10'
Elenco campeão: Carrara; Pallota e Maneco; Tuim, Gregorio e Lino; Lourival, Pitoco, Constantino, Pepico e Octavio.

## Classificação final
| 1 | São Bento      | 12 | 18 | 8 | 2 | 2 | 36 | 15 | 21  |
| 2 | Guarany        | 12 | 16 | 7 | 2 | 2 | 28 | 24 | 4   |
| 3 | Paulista       | 11 | 7  | 3 | 1 | 7 | 21 | 31 | -10 |
| 4 | São Paulo      | 10 | 7  | 3 | 1 | 6 | 18 | 35 | -17 |
| 5 | Estrella Polar | 11 | 5  | 2 | 1 | 8 | 14 | 40 | -26 |
| 6 | Fortaleza      | -  | -  | - | - | - | -  | -  | -   |
| 7 | CA Sorocabano  | -  | -  | - | - | - | -  | -  | -   |
| 8 | Votorantim     | -  | -  | - | - | - | -  | -  | -   |
| J - Jogos; PG - Pontos ganhos; V - Vitórias; E - Empates; D - Derrotas; GP - Gols Pró; GC - Gols contra; SG - Saldo de gols |                |    |    |   |   |   |    |    |     |

## Premiação
| Campeão Amador de Sorocaba de 1922 |
| ---------------------------------- |
| São Bento (2º título)              |